# Prise de la base militaire de Las Delicias
Conflit armé colombien
Batailles
Années 1970

Anorí
Années 1980

Palais de justice
Années 1990
- Casa Verde
- Girasoles
- Las Delicias
- Quebrada El Billar
- Miraflores
- Mitú

Années 2000
- Berlín
- Reprise de la zone démilitarisée
- Alcatraz
- Jaque
- Fénix
- Dinastía

Années 2010
- Camaleón
- Sodoma
- Némésis
- Odiseo
- Combats de 2013 (processus de paix)

La prise de la base militaire de Las Delicias est une attaque menée par les Forces armées révolutionnaires de Colombie le 30 août 1996 contre une base militaire de l'armée nationale colombienne située à Puerto Leguízamo dans le département de Putumayo.
Elle résulta en une victoire des FARC et la destruction de la base et 60 soldats colombiens capturés. Ces derniers seront libérés dix mois plus tard, le 14 juin 1997 après des négociations avec le président colombien Ernesto Samper qui accorde la démilitarisation de la municipalité de Cartagena del Chairá dans le département de Caquetá.